# David Koffi Ben
David Koffi Ben (* 9. Juli 1989 in Douala) ist ein kamerunischer Fußballspieler.

## Karriere
David Koffi Ben stand von Juli 2010 bis Juli 2014 bei AS Matelots De Yaounde in Kamerun unter Vertrag. Im Juli 2014 ging er nach Asien. Hier unterschrieb er in Thailand einen Vertrag beim Samut Sakhon FC. Der Verein aus Samut Sakhon spielte in der dritten Liga, der damaligen Regional League Division 2. Hier trat Samut in der Central/Western Region an. Ende 2015 wurde er mit Samut Meister der Region. 2016 wechselte er nach Laos. Hier unterschrieb er einen Vertrag beim Eastern Star FC. Mit dem Verein aus der laotischen Hauptstadt Vientiane spielte er in der ersten Liga, der Lao Premier League. Über die Station Dragon King FC unterschrieb er Anfang 2019 einen Vertrag beim Erstligisten Evo United FC. Mitte 2020 verpflichtete ihn der Zweitligist Muanghat United.

## Erfolge
Samut Sakhon FC
- Regional League Division 2 – Central/West: 2015